# Carl Bøgh
Carl Henrik Bøgh, född 3 september 1827 och död 19 oktober 1893, var en dansk konstnär. Carl Bøgh var bror till författaren Erik Bøgh.
Carl Bøgh tog under sina studier starka intryck av fransk konst. En längre tid uppehöll han sig i Sverige och Norge, där han främst intresserade för landskap och djurliv.